# Avrillé (Maine-et-Loire)
Avrillé é uma comuna francesa na região administrativa da Pays de la Loire, no departamento de Maine-et-Loire. Estende-se por uma área de 15,85 km². Em 2010 a comuna tinha 14 420 habitantes (densidade: 909,8 hab./km²).